# Teorema del resto
Nell'algebra, il teorema del resto fornisce un metodo per calcolare il resto di un polinomio intero {\displaystyle P(x)} quando viene diviso per un binomio della forma {\displaystyle (x-a)}, senza dover eseguire la divisione. Il teorema afferma che il resto di tale divisione è uguale al valore che il polinomio assume per {\displaystyle x=a}.
Dividendo un polinomio {\displaystyle P(x)} per un polinomio {\displaystyle D(x)}, si ottiene una relazione del tipo:
{\displaystyle P(x)=D(x)\cdot Q(x)+R(x),}
dove {\displaystyle R(x)} è un polinomio di grado minore di quello di {\displaystyle D(x)}. In particolare, se {\displaystyle D(x)=x-a}, la relazione diventa:
{\displaystyle P(x)=(x-a)\cdot Q(x)+r,}
dove {\displaystyle r} è una costante numerica. Sostituendo {\displaystyle x=a} si ottiene:
{\displaystyle P(a)=(a-a)\cdot Q(a)+r=r.}
Quindi {\displaystyle P(a)=r} ossia ciò che vogliamo dimostrare.

## Teorema di Ruffini
Un ovvio corollario del teorema del resto è il teorema di Ruffini:
Un polinomio {\displaystyle P(x)} è divisibile per {\displaystyle (x-a)} se e solo se il resto della divisione è nullo, e quindi {\displaystyle P(a)=0}.
Questo rende possibile determinare la divisibilità di un polinomio per un binomio {\displaystyle (x-a)} senza dover eseguire la divisione.